# جونیچی یاماگوچی
جونیچی یاماگوچی (انگلیسی: Junichi Yamaguchi؛  زادهٔ ۳۰ مارس ۱۹۴۰) بازیکن هاکی روی چمن اهل ژاپن بود.